# Nashville (Karolina Północna)
Nashville – miasto w Stanach Zjednoczonych, w stanie Karolina Północna, siedziba administracyjna hrabstwa Nash.